# Josefa Lozano y González Manrique
María Josefa de Lozano de Peralta y González Manrique o Josefa Lozano de Álvarez (Santa Fe, Cundinamarca, Virreinato de la Nueva Granada, 28 de mayo de 1763-Santa Fe de Bogotá, Cundinamarca, Gran Colombia, 4 de marzo de 1830) fue una noble dama neogranadina, primera dama de Cundinamarca entre 1813 y 1814 al estar casada con el político y mártir Manuel de Bernando Álvarez fusilado por El Pacificador Pablo Morillo.
Fue hija de los marqueses de San Jorge Jorge Miguel Lozano y Tadea González Manrique, hermana de los también marqueses Jorge Tadeo Lozano y de José María Lozano de Peralta. Y tía de Tadea Lozano e Isasi y Teresa Lozano e Isasi, también primeras damas de Cundinamarca al estar casadas con Jorge Tadeo Lozano y Luis de Ayala y Vergara respectivamente .